# اونا (ساوا)
اونا (به لاتین: Una) یک رود در کرواسی است که در شهرستان لیکا-سنی واقع شده‌است.

## موقعیت
منبع رودخانه در شهر دونجا سوواجا در کرواسی واقع شده‌است و دهانه آن در نزدیکی شهر یاسنوواچ، در مرز با بوسنی واقع شده‌است. بزرگترین شاخه‌های راست رودخانه‌های Krka , Unac , Krušnica و Sana هستند و بزرگترین شاخه سمت چپ رودخانه Klokot است. طولانی‌ترین طول آب رودخانه رودخانه آناک است. بزرگترین و مهمترین شهر واقع در رودخانه Bihać است.